# مكتبة المستقبل

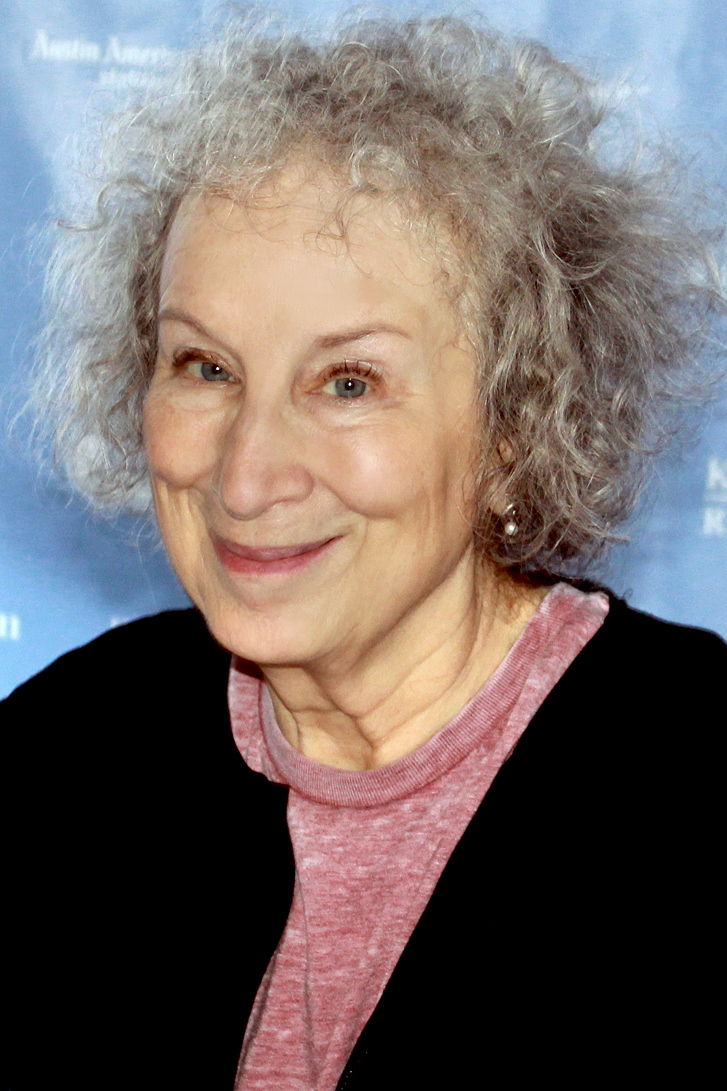

مكتبة المستقبل في النرويج ليتم وضع كتب بها دون قرائتها من أحد وهي كتب ل100 كاتب، وهي من فكره الفنانة الاسكتلندية كاتي بيترسون وقط تم وضع خطه لبعد مئه عام مثل زراعة اشجار لطباعة الكتب وتجهيز طابعه للطباعة وغيرها

## المؤلف الأول
انها رسالة في زجاجة، هكذا تستَهِلُّ مارجرت آتوود الأديبة الشهيرة الحاصلة على جائزة البوكر لعام 2000 وَصْفها لأوَّل الإسهامات في المشروع حيث طلبت منها كاتي بيترسون مُصمِّمة مشروع المكتبة
وصاحبة فكرته، ومجلس أمناء المكتبة، بتأليف رواية جديدة؛ لتُصبح أول مخطوطة تضاف لأرشيف المكتبة، الذي سيتم جمعه على مدى المائة عام القادمة.

## بعد مائه عام
المكتبة التي بدأ الإعداد لها وضمَّت المُساهمين فيها لن تُفتتحقبل مرور مائة
على مؤلفاتها قبل افتتاحها عام 2114 فالمخطوطات ستظل في غرفةٍ يتم بناؤها داخل مكتبة عامة موجودة في أوسلو .

## متحف بالمستقبل
وبتم النظر للمكتبه كمتحف للمستقبل وليس للماضي مثل المتاحف المعروفة

## الاشجار
تم زراعة الف شجرة لتكون بعد مئه عام جاهزة لطباعة الكتب بها